# كيلي بيكر
كيلي بيكر (بالإنجليزية: Kelley Baker)‏ هو منتج أفلام وكاتب سيناريو ومخرج أمريكي، ولد في 20 يوليو 1956 في بورتلاند في الولايات المتحدة.

## وصلات خارجية
- كيلي بيكر على موقع IMDb (الإنجليزية)
- كيلي بيكر على موقع أول موفي (الإنجليزية)
- كيلي بيكر على موقع قاعدة بيانات الفيلم (الإنجليزية)
- كيلي بيكر على موقع كينوبويسك (الروسية)